# Myriophyllum axilliflorum
Myriophyllum axilliflorum är en slingeväxtart som beskrevs av John Gilbert Baker. Myriophyllum axilliflorum ingår i släktet slingor, och familjen slingeväxter. Inga underarter finns listade i Catalogue of Life.